# Kees Christiaanse

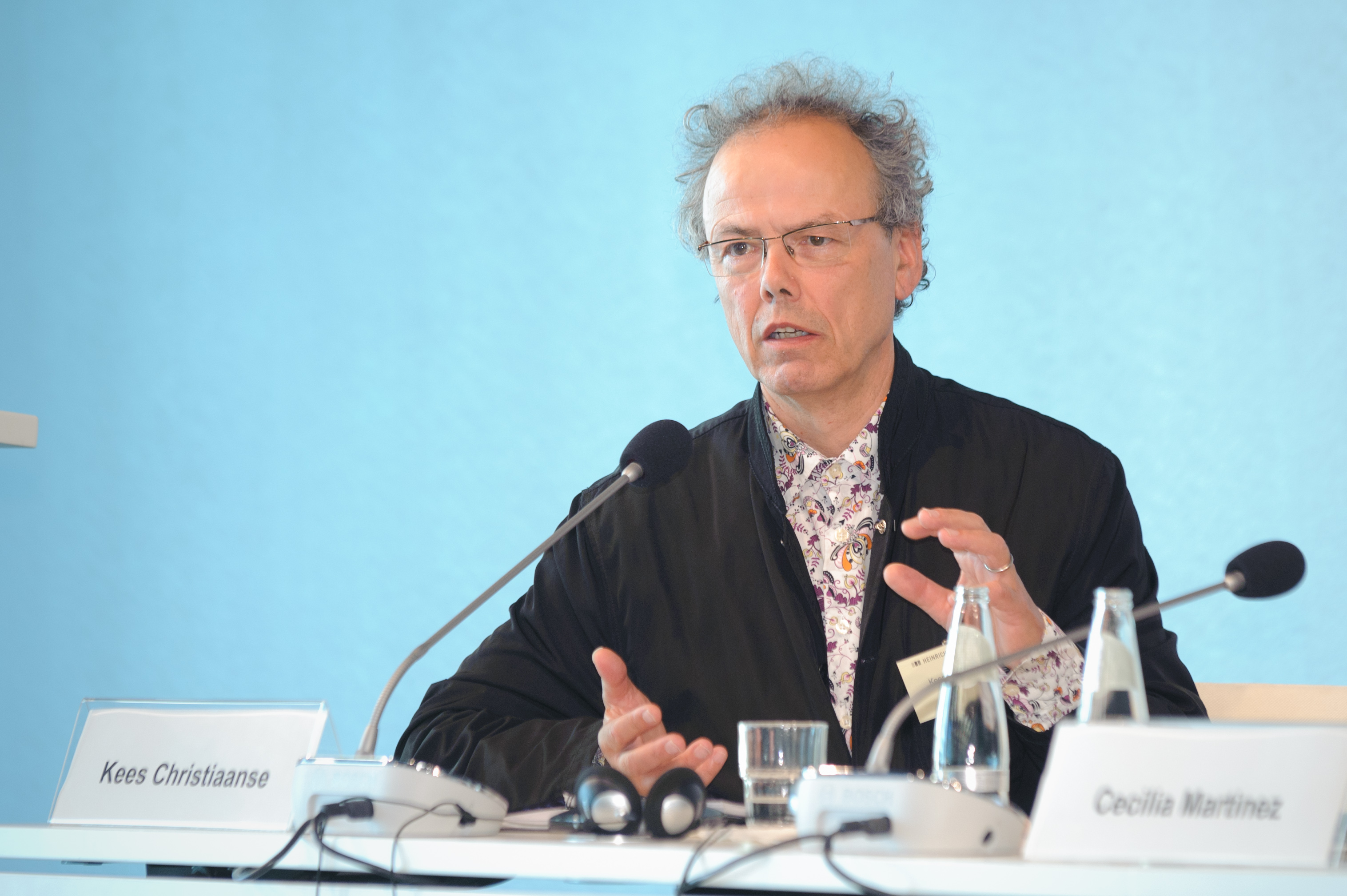
Kees Christiaanse år 2011.

Kees Christiaanse, född 1953 i Amsterdam, är en nederländsk arkitekt och stadsplanerare.
Christiaanse arbetade tidigare med Rem Koolhaas men startade sen två firmor, Kees Christiaanse Architects & Planners (KCAP, i Rotterdam) 1989 och Architects and Planners (ASTOC, i Köln) 1990, där han var delägare fram till 2002. Christiaanse har arbetat med några av Europas mest avancerade stadsplaneringsprojekt.

## Biografi
Christiaanse arbetade med Rem Koolhaas och Office for Metropolitan Architecture där han 1983 blev delägare och sen fortsatte sitt arbete fram till år 1989. Efter sin tid på OMA, grundade han Kees Christiaanse Architects and Planners (KCAP, i Rotterdam, 1989) och ASTOC Architects and Planners (i Köln, 1990). Han arbetade med ASTOC fram till 2002. Han hade även en tjänst vid det Holländska boverket från 1993 till 1996. Från 1996 till 2003 var han professor i arkitektur och stadsplanering vid Technische Universität Berlin. Christiaanse är ordförande för Arkitektur och stadsplanering vid ett institut vid ETH i Zürich.

## Stadsplaneringsfilosofi
Kees Christiaanse intresserar sig för vad han kallar "Open city" som innebär att utforma städer som främjar tolerans, blandning och samarbete och syftar till att motarbeta segregation.